# Dąbrowski IV

Herb

Dąbrowski IV (Damerow, błędnie Leliwa) – polski herb szlachecki, znany z jedynej pieczęci.

## Opis herbu
Znane są przynajmniej dwa warianty tego herbu.
W polu półksiężyc. Barwy nieznane.

## Najwcześniejsze wzmianki
Herb znany tylko z opisu odcisku pieczęci Jerzego Dąbrowskiego (Jorge von der Damerow), zmarłego w 1486 roku, członka Związku Pruskiego. Adam Boniecki zapewne błędnie przypisuje go do rodziny Dąbrowskich herbu Dąbrowski.

## Herbowni
Dąbrowski (Damerow).